# You're All I Have
"You're All I Have" é o primeiro single de Snow Patrol do álbum Eyes Open. Ele foi lançado em 24 de Abril de 2006. Ele foi usado pela RTÉ Sport para promover o retorno de The Sunday Game para o campeonato de 2006. Esse foi o segundo maior sucesso seguido de "Run" em 2004, alcançando o 7º lugar nas semanas de singles do Reino Unido.

## Faixas
- Maxi CD single

1. "You're All I Have" – 4:32
2. "The Only Noise" – 2:53
3. "Perfect Little Secret" – 4:41
4. "You're All I Have" (Video)

- CD single

1. "You're All I Have" (Ao vivo de Koko) – 4:51
2. "Run" (Live from Koko) – 5:48

- 7" vinil

1. "You're All I Have" – 4:32
2. "You're All I Have" (Minotaur Shock Remix) – 6.14

- Promo CD single (UK & México)

1. "You're All I Have" (Versão de rádio) – 3:50
2. "You're All I Have" (Versão de rádio, edição 2) – 3:49

## Paradas musicais
| Paradas (2006)           | Melhor posição |
| ------------------------ | -------------- |
| UK Singles Top 75        | 7              |
| Irlanda Singles Top 50   | 12             |
| Holanda (Dutch Top 40)   | 88             |
| Nova Zelândia Top 40     | 25             |
| Alemanha Singles Top 100 | 100            |
| Paradas (2007)           | Melhor posição |
| Modern Rock Tracks       | 27             |